# Acsa (Hongarije)
Acsa is een plaats (község) en gemeente in het Hongaarse comitaat Pest, gelegen in het district Gyál. Acsa telt 1390 inwoners (2018).

## Geografie
Het ligt 60 km ten noordoosten van Boedapest. Er zijn twee grote steden, Vác en Aszód, die op 20-25 km afstand liggen. Het dorp ligt aan de voet van Cserhát, langs het bovenste gedeelte van de Galga-stroom, op de grens van de comitaten Pest en Nógrád.

## Geschiedenis
De eerste schriftelijke vermelding ervan in het charter dateert uit 1341 onder de naam Acha. Tijdens de Turkse bezetting, in 1562-1563, behoorde het dorp tot de sandjak Buda. Het betaalde toen een belasting van 6768 akçes.

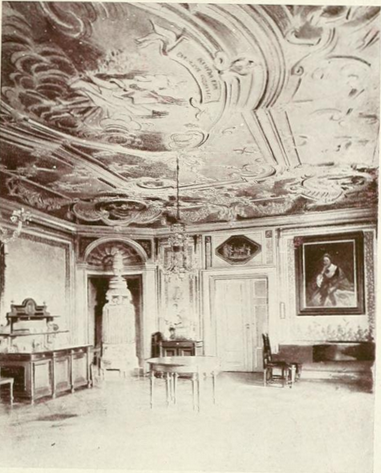
Eetkamer in Prónay kasteel (1910)

Gábor I Prónai bouwde een sierlijk kasteel met vier torens in 1735-1740. Gábor II legde de basis voor een bibliotheek met 15.000 boekdelen in het oude kasteel. Het andere kasteel werd gedeeltelijk herbouwd door Baron Gábor Sylvester Prónay die hier zijn bibliotheek met 4.000 boekdelen en een verzameling van bijna 100 oude, zeldzame Hongaarse prenten van vóór 1710 onderbracht.